# 浪曼劇場
浪曼劇場（ろまんげきじょう）は、かつて存在した日本の劇団。1968年（昭和43年）4月17日に正式結成、1972年（昭和47年）に解散。

## 概要
1963年（昭和38年）、『喜びの琴』上演中止により文学座を退座した三島由紀夫、矢代静一、賀原夏子、中村伸郎らは、1964年（昭和39年）1月10日にNLTを結成、独自の演劇活動を開始する。
しかし1968年（昭和43年）、NLT内部で路線対立が起こる。海外の喜劇作品を中心としたレパートリーを志向する賀原らと、三島作品の上演を望む中村らとの演劇観の違いから、NLTは分裂することとなった。NLTでは顧問（相談役）として裏方に徹していた三島は、表面に立って「三島由紀夫を中心とする劇団」の結成に踏み切ることとなり、1968年（昭和43年）4月17日、NLTから脱退して劇団浪曼劇場の旗揚げを宣言した。
旗揚げ公演は翌年1969年（昭和44年）1月、三島の書き下ろしによる『わが友ヒットラー』が上演。その後も、『朱雀家の滅亡』、『サド侯爵夫人』、『薔薇と海賊』など、三島作品を中心に上演を続けた。
1970年（昭和45年）11月25日、三島が陸上自衛隊市ヶ谷駐屯地で衝撃的な自決（三島事件）を行ったことで、劇団は大きく揺れた。三島自決以前より、決定していた1971年（昭和46年）3月公演の『サロメ』は、急遽、三島由紀夫追悼公演となった。公演が行われた紀伊國屋ホールには多くの観客が詰め掛け大盛況となったが、精神的支柱であった三島を突然失ったことで、劇団運営の行く末は全く見えなくなった（経緯は、弟子の村松英子による回想『三島由紀夫追想のうた』阪急コミュニケーションズに詳しい）。
1972年（昭和47年）に入り、劇団浪曼劇場は解散。実質的な活動期間は、わずか3年足らずだった。主な参加者は各自で、演劇人として活動した。

## 浪曼劇場参加者
- 三島由紀夫　劇作家
- 松浦竹夫　演出家
- 堂本正樹　演出家
- 和久田誠男 　演出家
- 中村伸郎
- 南美江
- 村松英子
- 村上冬樹
- 川合伸旺
- 夏八木勲
- 勝部演之
- 中山仁
- 内田勝正
- 松川勉
- 守屋俊志
- 目黒幸子
- 森秋子
- 中村まり子
- 小林トシ子
- 真咲美岐
- 池田道枝
- 火野カチコ
- 牧村泉三郎
- 村田則男
- 望月真理子

ほか